# Ted Shearer
Ted Shearer (né le 1er novembre 1919 à May Pen, en Jamaïque, et mort le 26 décembre 1992) est un dessinateur américain qui a travaillé comme dessinateur humoristique, directeur artistique et auteur de bande dessinée.
Il est surtout connu pour avoir créé en 1970 Quincy (en), un comic strip humoristique mettant en scène une bande d'enfants rassemblé autour d'un petit garçon afro-américain de Harlem. Cette série a été diffusée dans la presse américaine par King Features Syndicate jusqu'au décès de Shearer en 1986.